# Montségur
Montségur – miejscowość i gmina we Francji, w regionie Oksytania, w departamencie Ariège.
Według danych na rok 2010 gminę zamieszkiwało 116 osób, a gęstość zaludnienia wynosiła 2 osoby/km².
Zamek w Montségur był jednym z ostatnich miejsc, w którym schronili się katarzy na skutek wojen albigeńskich - 16 marca 1244 w ramach krucjaty, po dziesięciomiesięcznym oblężeniu, zamek zdobyto i spalono na stosie ok. 200 jego obrońców i mieszkańców. 
Według legend arturiańskich, znajdować się tam miała Świątynia Graala z cennym kielichem wewnątrz. Strzegł go Król-Rybak, ostatni ze starożytnego rodu. 
W 1271 roku Montségur została włączona do domeny królestwa Francji.